# Karlsborg

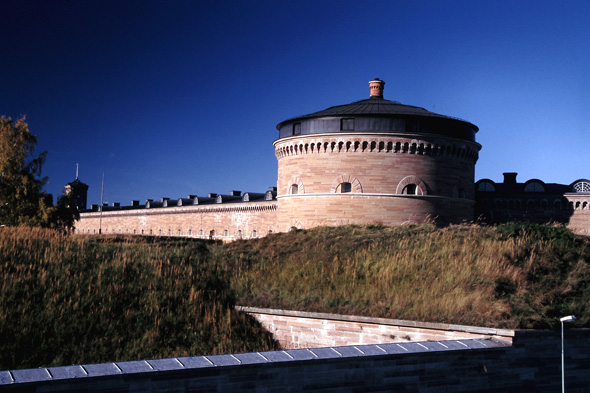
Festung Karlsborg

Karlsborg ist ein Ort in der schwedischen Provinz Västra Götalands län und der historischen Provinz Västergötland. Zudem ist der Ort der Hauptort der gleichnamigen Gemeinde.

## Lage
Der Ort liegt hauptsächlich auf einer Landzunge zwischen dem Vättern und dem deutlich kleineren Bottensjön.
Karlsborg und der angrenzende Nationalpark Tiveden liegen in einer der reizvollsten Landschaften Schwedens. Viele kleine Seen befinden sich noch im Umkreis.
Die nächsten größeren Ortschaften sind Skövde etwa 40 km westlich, Mariestad etwa 45 km nordwestlich, Askersund etwa 35 km nördlich und Hjo etwa 20 km südlich von Karlsborg.

## Geschichte
Karlsborg entstand an der Mündung des Göta-Kanals in den Vättersee bei der 1832 nach dem schwedischen König Karl XIV. Johann benannten Festung Karlsborg, mit deren Bau 1819 begonnen wurde. Karlsborg war ein ausgesprochener Garnisonsort mit etwa 1800 Einwohnern um 1900. Auch nach der Außerdienststellung der Festung 1925 verblieb Karlsborg ein wichtiger Garnisonsort.

## Infrastruktur
Karlsborg liegt am Riksväg 49, der von Skara nach Askersund führt.
In Karlsborg gibt es einige kleinere Industriebetriebe, welche sich im Süden und Norden des Ortes angesiedelt haben. Viele Einzelhandelsgeschäfte sind in Karlsborg ansässig. Mit der Carl-Johan Schule ist Karlsborg ein Schulstandort für die Gemeinde.

## Verkehr
Eine Eisenbahnverbindung von Skövde nach Karlsborg bestand seit dem 27. Juli 1876 mit der etwa 43 km langen Karlsborgbana. Die Elektrifizierung der eingleisigen Strecke erfolgte 1937 statt. Die Gleise sind noch vorhanden.
Der Personenverkehr wurde 1986 eingestellt und der Güterverkehr Ende der 1990er Jahre. Trafikverket plant, die Strecke (Bandel 541) zwischen Karlsborg und Skövde abzureißen.
Der Abschnitt Tibro–Karlsborg wurde 2010 offiziell stillgelegt und der Abschnitt Skövde–Tibro folgte Ende 2018. Seit 2010 ist die Strecke ohne Unterhalt und befindet sich in einem schlechten Zustand. Danach ist geplant, das gesamte Gelände zu verkaufen, das dann für Fußgänger- und Radwege sowie lokale Straßen genutzt werden kann. Der Abriss soll 2022 beginnen und 2023 abgeschlossen sein.
Es existieren mehrere Buslinien, die Karlsborg an allen Wochentagen mit dem Umland verbinden.
Die Festung Karlsborg sowie die Lage des Ortes am Göta-Kanal waren für die Entwicklung zu einem Fremdenverkehrsort wichtig.

## Persönlichkeiten
- Fredrik Herman Rikard Kleen (1841–1923), Jurist und Diplomat
- Per Henrik Wallin (1946–2005), Jazz-Pianist, Bigband-Leader und Komponist
- Johan Wallberg (* 1977), Schwimmer